# 蘇爾布河
47°34′06″N 8°15′18″E / 47.56822°N 8.25494°E

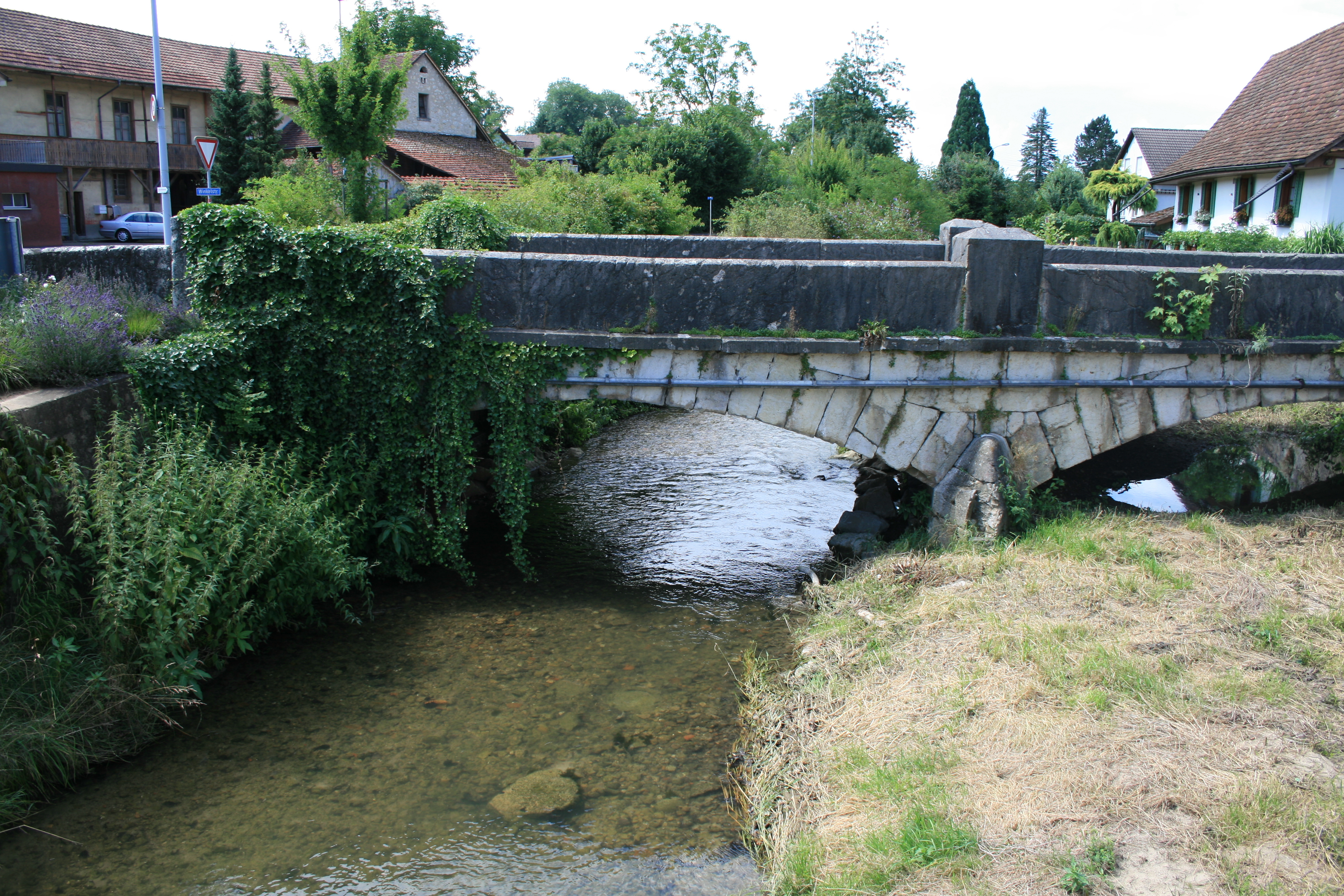

蘇爾布河是瑞士的河流，位於該國北部，流經阿爾高州和蘇黎世州，河道全長20公里，流域面積66.8平方公里，發源自舍弗利斯多夫，河口處在德廷根。